# Srednje Selo (Pleterniceszentmiklós)
Srednje Selo falu Horvátországban, Pozsega-Szlavónia megyében. Közigazgatásilag Pleterniceszentmiklóshoz tartozik.

## Fekvése
Pozsegától 6 km-re keletre, községközpontjától 5 km-re északnyugatra, a Pozsegai-medencében, a Pozsegáról Pleterniceszentmiklósra vezető út mentén, Kuzmica és Viškovci között, az Orljava jobb partján fekszik.

## Története
A középfalu névvel fordítható település onnan kapta a nevét, hogy a régi Orljavac és Viškovci között feküdt. A török uralom idején katolikus és muzulmán hitre tért horvátok lakták. A török kiűzése során a muzulmán lakosság Boszniába távozott. Helyükre Boszniából érkezett katolikus horvátok települtek. 1698-ban „Szrednye Szelo” néven 6 portával szerepel a török uralom alól felszabadított szlavóniai települések összeírásában. Ez egyben első írásos említése is. 1730-ban 10, 1758-ban 16 ház állt a településen.
Az első katonai felmérés térképén „Dorf Szrednie Szello” néven található. Lipszky János 1808-ban Budán kiadott repertóriumában „Szrednyiszello” néven szerepel. Nagy Lajos 1829-ben kiadott művében „Szrednyiszello” néven 14 házzal, 112 katolikus vallású lakossal találjuk.
A településnek 1857-ben 69, 1910-ben 118 lakosa volt. 1910-ben a népszámlálás adatai szerint lakosságának 99%-a horvát anyanyelvű volt. Pozsega vármegye Pozsegai járásának része volt. Az első világháború után 1918-ban az új szerb-horvát-szlovén állam, majd később (1929-ben) Jugoszlávia része lett. 1991-ben lakosságának 93%-a horvát nemzetiségű volt. A településnek 2011-ben 285 lakosa volt.

## Lakossága
| Lakosság változása | Lakosság változása | Lakosság változása | Lakosság változása | Lakosság változása | Lakosság változása | Lakosság változása | Lakosság változása | Lakosság változása | Lakosság változása | Lakosság változása | Lakosság változása | Lakosság változása | Lakosság változása | Lakosság változása | Lakosság változása |
| ------------------ | ------------------ | ------------------ | ------------------ | ------------------ | ------------------ | ------------------ | ------------------ | ------------------ | ------------------ | ------------------ | ------------------ | ------------------ | ------------------ | ------------------ | ------------------ |
| 1857               | 1869               | 1880               | 1890               | 1900               | 1910               | 1921               | 1931               | 1948               | 1953               | 1961               | 1971               | 1981               | 1991               | 2001               | 2011               |
| 69                 | 62                 | 75                 | 99                 | 137                | 118                | 114                | 120                | 112                | 118                | 171                | 169                | 200                | 261                | 312                | 285                |